# 太初 (劉宋)
太初（453年二月—五月）是南朝宋皇帝劉劭的年號，共計3個月。由於他弑父宋文帝劉義隆自立並改元太初，通常的帝系表將其後改元孝建的宋孝武帝當作宋文帝的繼承者。

## 改元
- 元嘉三十年——二月二十一日，劉劭弒其父宋文帝劉義隆自立為帝，改元為太初元年。五月四日被縛斬首。[2][3][4]

## 紀年對照表
| 太初 | 元年  |
| ---- | ----- |
| 公元 | 453年 |
| 干支 | 癸巳  |

## 同期存在的其他政權年號
- 中國
  - 元嘉（424年－453年）：劉宋—宋孝武帝劉駿尊奉之年號
  - 承平（443年－460年）：北涼—沮渠無諱、沮渠安周之年號
  - 興安（452年－454年）：北魏—魏文成帝拓跋濬之年號

## 參看
- 中國年號索引[[[Wikipedia:格式手册/链接#章節|錨點失效]]]
- 其他時期使用太初的年號

## 深入閱讀
- 李崇智. . 北京: 中華書局. 2004年12月. ISBN 7101025129.

| 前一年號： 元嘉 | 劉宋年號 453年 | 下一年號： -- |